# الیسون (دهانه)
الیسون یک دهانه برخوردی در ماه‌ است.

## دهانه‌های اقماری
این دهانه ۱ دهانه اقماری دارد.
| Ellison | عرض جغرافیایی | طول جغرافیایی | قطر          |
| ------- | ------------- | ------------- | ------------ |
| P       | ۵۲.۸° N       | ۱۰۹.۶° W      | ۳۲.۰ کیلومتر |